# Distrikt Canayre
Der Distrikt Canayre liegt in der Provinz Huanta in der Region Ayacucho in Südzentral-Peru. Der Distrikt wurde am 12. September 2013 aus Teilen des Distrikts Llochegua gebildet. Er besitzt eine Fläche von 269 km². Beim Zensus 2017 wurden 3938 Einwohner gezählt. Sitz der Distriktverwaltung ist die 507 m hoch gelegene Ortschaft Canayre mit 1597 Einwohnern (Stand 2017). Canayre liegt 77 km nordnordöstlich der Provinzhauptstadt Huanta.

## Geographische Lage
Der Distrikt Canayre liegt im Andenvorland im äußersten Nordosten der Provinz Huanta. Der Distrikt wird im Norden vom Río Mantaro sowie im Osten vom Río Apurímac begrenzt.
Der Distrikt Canayre grenzt im Süden an den Distrikt Llochegua, im Westen an den Distrikt Pucacolpa, im Norden an den Distrikt Vizcatán del Ene (Provinz Satipo) sowie im Osten an den Distrikt Pichari (Provinz La Convención).

## Ortschaften
Im Distrikt gibt es neben dem Hauptort folgende größere Ortschaften:
- Cintiaro (242 Einwohner)
- Samta Rosa (460 Einwohner)
- Union Mantaro (420 Einwohner)